# Flaminio, Rom
Flaminio är Roms första quartiere och har beteckningen Q. I. Namnet Flaminio kommer av Via Flaminia. Quartiere Flaminio bildades år 1921.

## Kyrkobyggnader
- Oratorio di Sant'Andrea a Ponte Milvio
- Sant'Andrea del Vignola
- Santa Croce a Via Flaminia

## Palats
- Palazzo Marina

## Broar
- Ponte Milvio
- Ponte Duca d'Aosta
- Ponte del Risorgimento
- Ponte Giacomo Matteotti
- Ponte Pietro Nenni
- Ponte della Musica-Armando Trovajoli

## Museer
- Galleria nazionale d'arte moderna e contemporanea
- MAXXI – Museo nazionale delle arti del XXI secolo
- Museo Hendrik Christian Andersen

## Övrigt
- Porta del Popolo

## Bilder
| - Oratorio di Sant'Andrea a Ponte Milvio. - Sant'Andrea del Vignola. - Santa Croce a Via Flaminia. |